# Spiranthes pusilla
Spiranthes pusilla là một loài thực vật có hoa trong họ Lan. Loài này được (Blume) Miq. miêu tả khoa học đầu tiên năm 1859.